# Lorigné
Lorigné ist eine französische Gemeinde mit 302 Einwohnern (Stand: 1. Januar 2022) im Département Deux-Sèvres in der Region Nouvelle-Aquitaine (vor 2016 Poitou-Charentes). Sie gehört zum Arrondissement Niort und zum Kanton Melle.

## Geographie
Lorigné liegt etwa 60 Kilometer südöstlich von Niort. Umgeben wird Lorigné von den Nachbargemeinden La Chapelle-Pouilloux im Norden, Sauzé-entre-Bois im Nordosten und Osten, Montjean im Südosten, La Forêt-de-Tessé im Süden, Pioussay im Süden und Südwesten, Valdelaume im Südwesten und Westen sowie Melleran im Nordwesten.

## Bevölkerungsentwicklung
| Jahr                       | 1962 | 1968 | 1975 | 1982 | 1990 | 1999 | 2006 | 2019 |
| Einwohner                  | 480  | 413  | 336  | 336  | 308  | 298  | 286  | 302  |
| Quellen: Cassini und INSEE |      |      |      |      |      |      |      |      |

## Sehenswürdigkeiten
- Kirche Saint-Martin
- Wasserturm

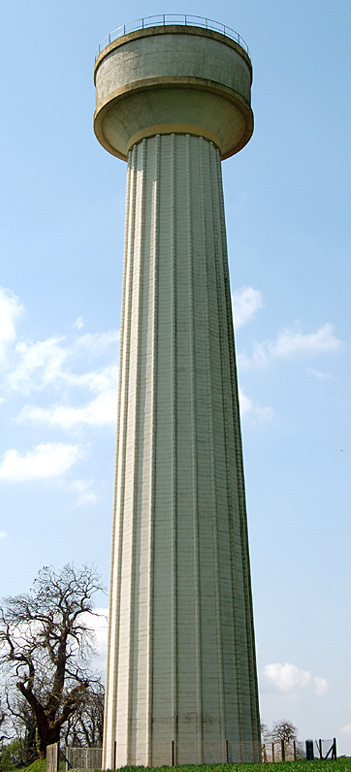
Wasserturm Lorigné